# Eirik Bredesen
Eirik Bredesen (* 1969) ist ein ehemaliger norwegischer Skispringer.
Bei der Norwegischen Meisterschaft 1991 in Rognan gewann Bredesen gemeinsam mit Erik Johnsen, Kent Johanssen und Espen Bredesen als Team Oslo die Goldmedaille im Mannschaftswettbewerb. Knapp zwei Jahre später – am 8. März 1992 – sprang er sein einziges Springen im Skisprung-Weltcup. Dabei erreichte er von der Großschanze in Trondheim den 62. Platz.
Bredesen lebt heute in Nittedal.